# Jesús Franco
Jesús Franco Manera, noto anche con lo pseudonimo di Jess Franco (Madrid, 12 maggio 1930 – Malaga, 2 aprile 2013), è stato un regista, sceneggiatore, attore, compositore, direttore della fotografia, produttore cinematografico e montatore spagnolo, autore, in quarantanove anni di attività, di oltre centosettanta lungometraggi.
Cineasta straordinariamente prolifico e molto controverso, ugualmente distante dal cinema commerciale e dal cinema d'élite, amava definirsi egli stesso un outsider. Nella sua carriera ha tenuto fede al motto dell'amico e regista spagnolo Luis García Berlanga, secondo il quale tutto ciò che occorre per fare cinema è «¡Una cámara y libertad!». Ha firmato i suoi film sotto vari pseudonimi, per lo più tratti dal mondo del jazz, tra cui Clifford Brown, James P. Johnson e David Khune (quest'ultimo come soggettista e sceneggiatore).
Accanito cinefilo, dotato di una sterminata cultura cinematografica, ha sempre preso le distanze tanto dal cinema impegnato quanto dal cosiddetto cinema di serie B o cult, nel quale i suoi film sono per altro generalmente classificati dalla critica, dichiarandosi invece cultore di registi come Orson Welles (con il quale ha lavorato), Robert Siodmak, John Ford, Douglas Sirk, Friedrich Wilhelm Murnau, Fritz Lang, Luis Buñuel, Max Ophüls, Stanley Kubrick, Alfred Hitchcock, Billy Wilder, Raoul Walsh. Molti dei suoi film appartengono al genere exploitation, film a basso costo che incontri i gusti del pubblico, seppur con eccezioni, e spesso sono di genere horror ed erotico. In una parte della sua carriera, a causa di problemi economici, girò anche film pornografici, softcore commerciali e cinema trash, e durante gli ultimi anni lavorò quasi solo col mercato home video.
Tra le sue pellicole più famose e apprezzate da spettatori e critica vi sono Vampyros Lesbos; Il conte Dracula con Christopher Lee; 99 donne (considerato il capostipite europeo del genere commerciale sexploitation detto "women in prison"); Justine, ovvero le disavventure della virtù (versione attenuata dell'omonimo romanzo libertino del marchese de Sade, con la giovane Romina Power e Klaus Kinski); Delirium; The Blood of Fu Manchu e il completamento del film incompiuto Don Chisciotte di Orson Welles. Tra i molti cineasti appassionati di B-movie e della filmografia di Franco, vi è il regista statunitense Quentin Tarantino.
Jess Franco era zio dello scrittore spagnolo Javier Marías e del regista Ricardo Franco; era inoltre compagno, per quasi 40 anni fino alla morte dell'attrice e pornoattrice Lina Romay, sposata in seconde nozze nel 2008 e che era considerata la sua "musa" avendo lavorato in moltissimi suoi film.

## Biografia

### L'infanzia e la giovinezza: Jesús Franco, Francisco Franco e il jazz
Figlio di una famiglia di Malaga, Jesús è l'ultimo di 12 fratelli. Avverso al regime sin da ragazzo (si definì sempre anarchico, di sinistra e avverso all'istituzione), il desiderio di libertà lo spinge verso la musica, tra le forme di espressione quella meno soggetta alla censura. Inizia a studiare pianoforte in casa strimpellando il Sogno d'amore n. 3 di Franz Liszt (che in seguito utilizzerà spesso nelle colonne sonore dei suoi film) e in seguito diventa pianista e trombettista jazz, studiando anche composizione musicale. Laureatosi in Giurisprudenza, inizia a dedicarsi al cinema, diventando subito inviso al franchismo e alla Chiesa cattolica. Per due anni studia presso l'Instituto de Investigaciones y Experiencias Cinematográficas di Madrid. Quindi si reca a Parigi, dove studia tecnica di regia e ha finalmente modo di vedere i film non censurati. Assume quindi lo pseudonimo Jess Franco al posto di Jesús Franco, che evocava troppo la religione cristiana e la dittatura nacionalcatolica spagnola.

### L'apprendistato in Spagna
Inizia a lavorare nel cinema nel 1952, come direttore del doppiaggio, compositore e, soprattutto, sceneggiatore e aiuto regista, al seguito di importanti registi spagnoli quali Juan Antonio Bardem, Joaquín Luis Romero Marchent, León Klimovsky, Pedro Lazaga. Nello stesso periodo gira i suoi primi cortometraggi.

### 1959-1966: il primo periodo spagnolo
Nel 1959 gira il suo primo lungometraggio: Tenemos 18 años. Il cocktail di generi cinematografici, che nel film d'esordio è parte costitutiva della trama, basata sulle fantasie di una coppia di ragazze, sarà sempre un tratto distintivo della sua personalità. Negli anni seguenti Franco spazia con disinvoltura dal musical al noir, dal western alla commedia, dallo spy all'horror. È quest'ultimo genere a decretare la sua fortuna con Il diabolico dottor Satana, il cui protagonista, lo svizzero Howard Vernon, sarà di qui in avanti l'attore feticcio di Franco, assieme a Lina Romay. Il periodo, che culmina in una duplice collaborazione con lo sceneggiatore francese Jean-Claude Carrière (l'horror alla Hitchcock Miss Muerte e la spy-comedy con Eddie Constantine Le carte scoperte, è caratterizzato da una scrittura cinematografica classica, spesso arricchita da un uso espressionistico del bianco e nero. Tutti i film contengono numeri musicali, anche estesi, che testimoniano da una parte la radice musicale dell'ispirazione del regista, dall'altra la sua passione cinefila per il muto.
Orson Welles, dopo aver visto La muerte silba un blues e La spia sulla città, assume Franco come seconda unità di ripresa di Falstaff (Campanadas a medianoche, 1965). Subito dopo, Franco inizia a girare La isla del tesoro, con Welles nei panni del protagonista, ma le riprese sono interrotte dopo pochi giorni di lavorazione.
Nel 1962 Franco sposò Nicole Guettard, da cui si separò alcuni anni dopo benché il divorzio risalga al 1980.

### 1966-1969: il periodopope le produzioni internazionali
L'incontro con Welles libera il cinema di Franco da ogni residuo di convenzionalità. L'horror onirico Delirium è il suo primo film erotico, per gran parte improvvisato sul set; il titolo originale fa riferimento al Necronomicon, lo pseudobiblium dei racconti del Ciclo di Cthulhu di Howard Phillips Lovecraft, che Franco sostiene ispirato a un libro medievale reale. Le eleganti commedie girate nel 1967 assorbono invece il linguaggio del fumetto italiano, di cui il regista è un lettore vorace. Nel 1968 Franco entra nella scuderia del produttore britannico Harry Alan Towers: i budget aumentano considerevolmente ed egli può lavorare con attori del calibro di Klaus Kinski, Herbert Lom, Mercedes McCambridge e Christopher Lee, ma la produzione impone tempi rapidissimi. I film, destinati al mercato internazionale, sono inoltre rimontati dai distributori, in modo spesso maldestro. Gli stessi distributori impongono i loro attori, a volte contro la volontà di Franco, come nel caso di Romina Power, la protagonista di Justine, ovvero le disavventure della virtù. In quest'ultimo film, a cui seguirà De Sade 2000, e in Philosophy in the Boudoir il regista si cimenta per la prima volta con le opere di uno dei suoi scrittori preferiti: il Marchese de Sade, che tornerà in altri suoi lungometraggi.

### 1969-1975: cinema erotico sperimentale, tra Germania e Francia
Dopo le disavventure produttive di Il trono di fuoco e Il conte Dracula, Franco lascia la scuderia di Harry Alan Towers e prende la via del cinema indipendente a basso, a volte bassissimo costo. In quest'avventura lo segue Soledad Miranda, una giovane attrice spagnola di autentico talento, destinata a morire tragicamente in un incidente stradale il 18 agosto 1970, e protagonista del suo film più famoso - Vampyros Lesbos - per altro non particolarmente amato dal regista, e anche di De Sade 2000 (1970). I soggetti di molti dei quasi 50 film girati in questo periodo sono esplicitamente erotici, anche grazie al talento dell'attrice Lina Romay, l'inseparabile compagna del regista, prima sul set poi nella vita. Un erotismo tuttavia arricchito da una caratteristica vena esoterica o horror, nella quale abbondano le storie di vampirismo.
Spesso i produttori francesi e italiani aggiungono scene hard, per distribuire i film nei circuiti a luci rosse. Per contro, gli stessi film in Spagna sono pesantemente censurati, cosicché raramente siamo in grado di vederli come li ha montati l'autore.
È un periodo di grande entusiasmo e creatività: le interviste del tempo rivelano un impulso rivoluzionario che va al di là degli aspetti tecnici. Franco ormai lavora con sceneggiature minimalistiche, improvvisando sul set e montando i materiali filmici attraverso bande sonore fatte non solo di musica ma anche di vere e proprie partiture di rumori. L'uso della camera a mano, manovrata dallo stesso regista, e dello zoom consente di girare rapidamente, il resto avviene in sala di montaggio. Il ritmo narrativo spesso si dilata a dismisura e il film si trasforma in un poema di suoni e immagini. Nel caso di Dracula contro Frankenstein Franco giunge a un passo dal cinema muto. Non mancano tuttavia le concessioni a un cinema più facile e nello stesso periodo il regista gira in Spagna alcuni film di struttura più classica, tra i quali spicca Al otro lado del espejo, alla cui sceneggiatura Franco aveva già lavorato negli anni sessanta con Carrière e che, totalmente stravolto, fu distribuito anche in Francia e in Italia, rispettivamente come film erotico e pornografico.

### 1975-1977: il periodo svizzero
Vicissitudini professionali spingono il regista ad abbandonare la Francia. Inizia la collaborazione con il produttore svizzero Erwin C. Dietrich. Il periodo anarchico sembra finito: Franco lavora su sceneggiature complete, con l'ausilio di una équipe tecnica professionale e con budget talora ragguardevoli, come nel caso di Erotico profondo, il film che consente al regista di tornare a lavorare con Klaus Kinski. Si tratta però pur sempre di film di serie B, a sfondo erotico, che sfruttano filoni fortunati in area germanica, in particolare quello noto come women in prison.

### 1978-1980: cinematrashehard, tra Francia e Germania
Abbandonata anche la Svizzera, Franco si adatta a girare film commerciali: in Francia alcuni porno (tra cui un altro Justine) e in Germania alcune pellicole trash che culminano in due bizzarre parodie dei film italiani del genere cannibalesco, quanto mai lontane dall'idea di cinema verità.

### 1978-1987: il ritorno in Spagna, dopo la morte di Francisco Franco, e il cinema familiare
Contemporaneamente, il cinema di Franco trova finalmente spazio nella Spagna democratica, dopo la morte del Generalissimo. I ritmi di produzione tornano a farsi frenetici: nel solo 1982 vedono la luce ben 9 film. Ma Franco è finalmente libero di fare il suo cinema, sia pure lavorando con budget irrisori. Come Manacoa Film, egli stesso produce 11 film tra il 1983 e il 1985. Accanto alla consueta miscela di erotismo ed esoterismo, troviamo film d'avventura, per bambini, di arti marziali, nonché libere rivisitazioni di generi tradizionali, quali il noir e la commedia. I film di questo periodo sono spesso pervasi da uno spirito serenamente folle: Franco lavora con l'ormai inseparabile Lina Romay, e i suoi amici, tra cui l'attore spagnolo Antonio Mayans, suo autentico alter ego davanti alla cinepresa, che collabora anche in veste di produttore esecutivo, il direttore della fotografia Juan Soler, che appare in molti film nelle vesti di attore e le attrici Carmen Carrión e Mabel Escaño.
Le musiche sono spesso tratte dal repertorio dell'amico Daniel J. White, che insieme a Franco, con lo pseudonimo Pablo Villa, ha inciso decine di dischi per colonne sonore. Il set è quello naturale delle coste o delle isole spagnole, con la sua luce mediterranea. Il linguaggio cinematografico si asciuga: alla scrittura nervosa dei film dei primi anni settanta subentra ora una sorta di lirica pigrizia, mentre la musica mantiene un ruolo centrale nel guidare lo spettatore attraverso le esili trame. C'è ampio spazio anche per la sperimentazione, come in due film tratti dal Marchese de Sade: Gemidos de placer, girato in poco più di venti piano-sequenza, la cui vicenda si svolge entro le unità aristoteliche di spazio, tempo e azione, e Sinfonía erotica, costruito intorno al Concerto per pianoforte e orchestra n. 2 di Franz Liszt.
L'incanto è rotto dalla Legge Miró, che soffoca il cinema indipendente spagnolo, alimentando da una parte il cinema d'importazione e dall'altra il cinema pornografico. Per effetto di questa legge, tutte le pellicole classificate S, ossia di contenuto erotico ma senza scene hard, possono essere proiettate solo nei cinema a luci rosse, il cui pubblico ovviamente esige la presenza di scene porno. In questa situazione Franco, insieme a Lina Romay, si trova quasi costretto a girare nuovamente una decina di pellicole hard (quasi tutte tra il 1985 e il 1987), caratterizzate da una scrittura filmica talmente sciatta da apparire intenzionale. Per nulla erotici, anche perché girati per lo più con attori non professionisti, questi film appaiono piuttosto come una messa a nudo dei banali meccanismi che regolano la pornografia. Il più interessante è forse El mirón y la exhibicionista, un film quasi muto girato con un realismo estremo, i cui protagonisti - il guardone e l'esibizionista - rispecchiano e svelano il rapporto tra spettatore e film porno, mettendo il primo di fronte a sé stesso. Del 1983 è invece El hundimiento de la casa Usher, libera trasposizione di La caduta della casa degli Usher di Edgar Allan Poe.

### 1987-1994: la parentesi commerciale e il completamento delDon Quixotedi Orson Welles
Abbandonata nuovamente la Spagna per Parigi, Franco tenta la strada dell'integrazione nel sistema, girando cinque film nei quali è spesso difficile riconoscere la sua mano. Le produzioni sono abbastanza ricche e i cast includono attori famosi, come Helmut Berger, Stéphane Audran, Christopher Lee, Fernando Rey, oltre ad alcune starlettes del cinema erotico.
Ma non è questo il cinema che Franco vuole fare. Egli coglie al volo l'offerta di Oja Kodar, ultima moglie di Orson Welles, che gli propone di completare il Don Quijote: la pellicola alla quale Welles aveva lavorato per oltre quindici anni, lasciando una quantità enorme di materiale, per la verità solo in parte messo a disposizione di Franco. Il film fu presentato nel 1992 fuori concorso alla Mostra internazionale d'arte cinematografica di Venezia, accolto negativamente dalla critica.
Alcuni nuovi progetti non vanno in porto. The Golden Beetle non viene distribuito per espressa volontà del regista, non soddisfatto del risultato. Siamo a una svolta.

### 1995-2013: la produzione in video digitale
I riflettori sono ora puntati su Franco. La fase della riscoperta è già iniziata e alcuni fans americani, tra cui Kevin Collins, decidono di finanziare i suoi nuovi film, girati in video digitale. Il target dei produttori è costituito da un pubblico interessato al trash e all'erotismo feticista, oltre che dai sempre più numerosi fans del regista, che tuttavia accolgono i nuovi film con diffidenza. I budget sono talmente modesti che, con poche eccezioni, Franco lavora con attori dilettanti. Su queste premesse, il regista ultrasessantenne si inventa un cinema a suo modo sperimentale: delirante, straniato e quanto mai personale, dove l'ironia degli anni ottanta lascia il posto a uno spirito caustico, sardonico e demenziale. La società postmoderna è decostruita e intenzionalmente desublimata: Helter Skelter è un'interminabile serie di scene fetish al rallentatore, alternate a declamazioni di brani tratti dalle opere del Marchese de Sade e a frammenti di quadri di scuola impressionista. Il tutto, sempre, sulla musica.
Il 1º febbraio 2009 ha ricevuto il Premio Goya alla carriera.
Ha trascorso quest'ultimo periodo della sua vita e della sua carriera prima a Torremolinos, poi a Malaga insieme alla compagna e musa Lina Romay (morta di cancro a 58 anni nel 2012). Da alcuni anni in sedia a rotelle a causa di ictus e altre patologie, morì il 2 aprile 2013, all'età di 82 anni, in seguito ad emorragia cerebrale, subito dopo l'uscita a Madrid e Barcellona del suo ultimo film, Al Pereira vs. the Alligator Ladies. Un altro film, girato nello stesso periodo e con lo stesso produttore (Ferran Herranz), è rimasto inedito.

## Rassegne dedicate al regista
Tra il 18 giugno e il 31 luglio 2008 la Cinémathèque française dedicò a Franco un ciclo monografico, nel corso del quale furono proiettati 65 film da lui diretti, il documentario Cuadecuc di Petro Portabella, girato sul set di Il conte Dracula, Falstaff (Campanadas a medianoche) di Orson Welles e il Don Quixote dello stesso Welles, completato da Franco.

## Filmografia

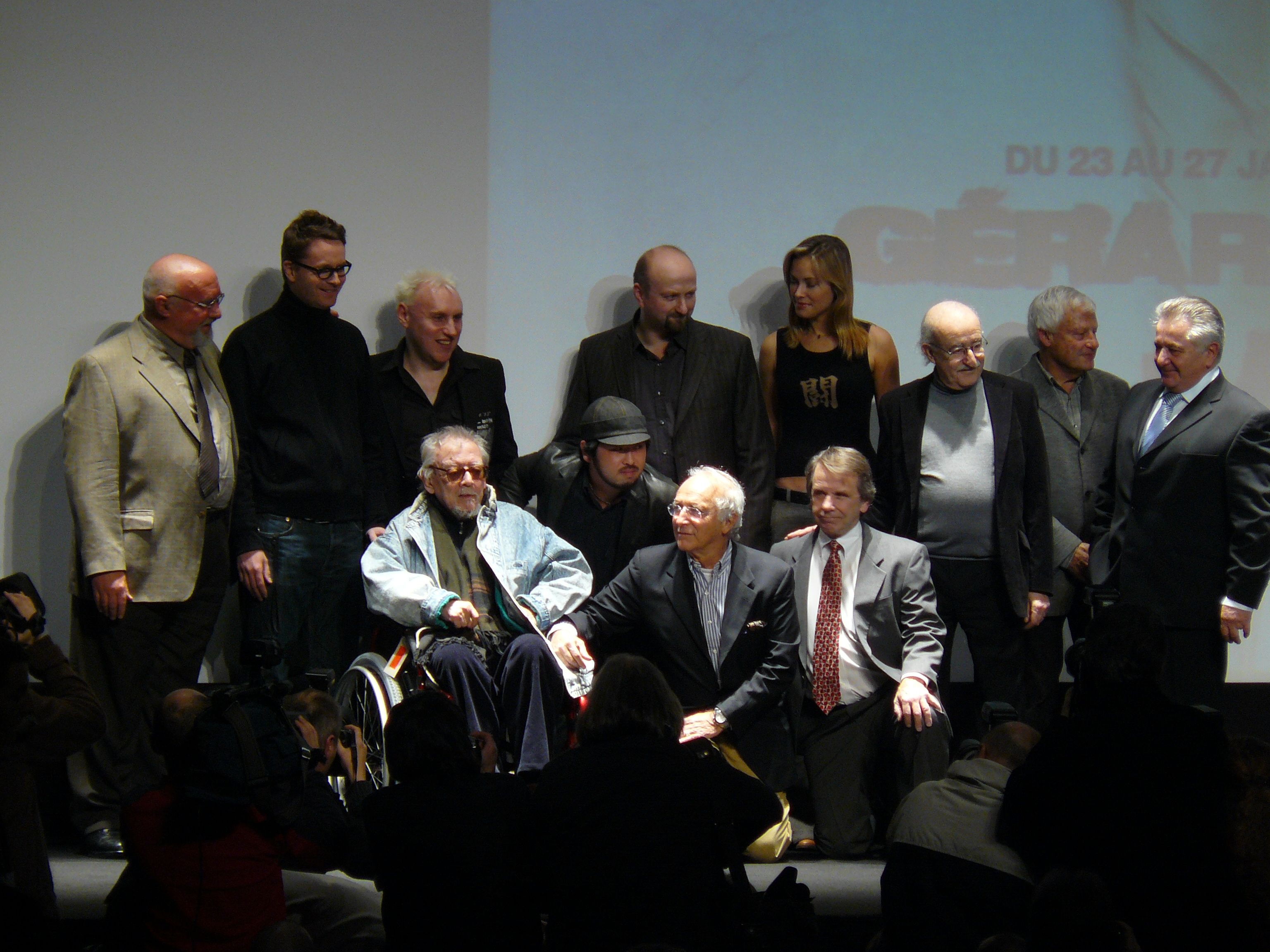
Jesús Franco nella giuria del Fantastic'Arts Gérardmer Film Festival (gennaio 2008)

## Discografia parziale

### Da solista

#### Album in studio
- 1997 – Exoteric Tender Flesh (con David Caffarona)

### Con Jess Franco and His B-Band

#### Album in studio
- 1997 – The Manacoa Experience

#### Raccolte
- 1997 – The Crazy World Of Jess Franco

#### Singoli
- 1997 – Exoteric Jess Franco

## Pubblicazioni
- (ES)  Memorias del tío Jess, Aguilar, Madrid 2004. ISBN 84-03-09500-7
- (ES)  Bienvenido Mister Cagada. Memorias Caóticas de Luis Garcia Berlanga, Aguilar, Madrid 2005. ISBN 84-03-09580-5